# الجامعة الكاثوليكية في تولوز
الجامعة الكاثوليكية في تولوز أو المعهد الكاثوليكي في تولوز (يُعرف اختصارًا باسم ICT) هو جامعة كاثوليكية في تولوز، فرنسا. المعهد الكاثوليكي لتولوز هو مؤسسة خاصة للتعليم العالي بما في ذلك العلوم الإنسانية والاجتماعية، والقانون واللاهوت، وكذلك الفنون التطبيقية. يقع المعهد في المركز التاريخي لمدينة تولوز، في المباني التي شُيدت بين القرنين الرابع عشر والثامن عشر، وهو مشترك بين الكليات والمعاهد المختلفة. بها ثلاث قاعات، ومكتبة، ومصلى، وغرف عديدة، ومختبرات بحثية، ومتاحف أثرية وتاريخية. يقع في موقع المنزل القديم الذي كان يعيش فيه القديس دومينيك. شاركت المدرسة اسمها مع جامعة كاثوليكية قديمة في تولوز، والتي ساعد القديس دومينيك في تأسيسها عام 1229 مع القديس توما الأكويني، الذي يقع قبره في كنيسة اليعاقبة. أجبر قانون عام 1880 المدارس الخاصة على التوقف عن استخدام اسم «الجامعة»، وقد عُرفت الجامعة منذ ذلك الحين باسم المعهد الكاثوليكي في تولوز. المعهد الكاثوليكي في تولوز هو واحد من خمس جامعات أسسها أساقفة فرنسا.
المعهد الكاثوليكي في تولوز هو عضو في الاتحاد الدولي للجامعات الكاثوليكية، والذي يضم 200 جامعة كاثوليكية في جميع أنحاء العالم وهو واحد من 5 معاهد كاثوليكية فرنسية، بما في ذلك مع أنجيه وليل وليون وباريس. في 18 ديسمبر 2008، وقع مسؤولو الحكومة الفرنسية والفاتيكان مرسومًا في باريس بشأن الاعتراف بالشهادات، والذي دخل حيز التنفيذ في 16 أبريل 2009 ودخل حيز التنفيذ. تم الاعتراف بمؤهلات الجامعة وشهاداتها ودبلوماتها في جميع أنحاء العالم.

## دراسات

### قطاعات الدورات والمؤهلات
كلية الحقوق
- كلية الحقوق الحرة
- كلية الفلسفة (دبلومات الدولة)
- كلية الفلسفة الكنسي (درجات قانونية)
- كلية اللاهوت
- كلية القانون الكنسي
- معهد العلوم وعلم الأديان
- معهد الموسيقى الروحية
- معهد الدراسات الدينية والرعوية
- معهد كهنة الطلاب الآسيويين
- معهد تنشئة الكهنة والرهبان

كلية العلوم الإنسانية الحرة
- الأدب واللغة وجامعة الدول العربية وعلم النفس والاتصال والتاريخ والتراث والسياحة
- المعهد الأوروبي للاتصالات
- معهد اللغة الفرنسية والثقافة
- كلية العلوم الإنسانية الحرة
- كليّة الأدب واللغة وعلم النفس والاتصال والتاريخ والتراث والسياحة
- المعهد الأوروبي للاتصالات
- معهد اللغة الفرنسية والثقافة

التربية والتعليم
- معهد تجنيد وتدريب التعليم الكاثوليكي
- مدارس تدريب المعلمين والثانوية

المدارس الملحقة بالمعهد الكاثوليكي لتولوز
- المعهد العالي للاتصالات والبث والوسائط المتعددة
- مدرسة تولوز للصحافة
- مدرسة الهندسة في بوربان (سابقًا: كلية الدراسات العليا للزراعة في بوربان)
- معهد التدريب والبحث في الصحة والرسوم المتحركة الاجتماعية (تراقب التربويين، المساعدين، المعالجين، رعاية الأطفال)
- معهد التنمية ومجلس الأعمال
- مركز الأخلاق والإدارة
- المعهد الجامعي للغة والثقافة الفرنسية
- كلية أوكسيتان
- معهد الفنون في تولوز

تدريب ديني آخر
- المعهد الكاثوليكي للفنون والمركبات في تولوز
- مركز الامتحانات بجامعة كامبريدج (التحضير للامتحانات بالجامعة)

## الجدل
في أكتوبر 2017، ظهرت أزمة داخلية كبيرة تتعلق بحكومة الجامعة الكاثوليكية في تولوز عندما قرر رئيس الجامعة إقالة عميد الفلسفة أندريا بيلانتون المتهم بالتحرش. بعد نشر الأمر، قرر الأساقفة التدخل لتهدئة الوضع. تم الاحتفاظ بكل من العميد ورئيس الجامعة في مكانهما. بعد تلك الفضيحة، قرر رئيس الجامعة لوك-توماس سومي الاستقالة بعد عام مما أدى إلى استقالات أساتذة وطلاب الفلسفة.

## روابط خارجية
- باللغة الفرنسية الموقع الرسمي